# セゴリータ三世
セゴリータ三世 / Segorita the 3rdは、日本のYouTuber、ブロガー、ミュージシャン、実業家。違法音楽アプリ「Music FM」の停止を求める署名活動をした第一人者でもある。前職は看護師。妻は元モデルのRei。埼玉県出身。

## 経歴
2014年1月1日に動画投稿を開始。当初は看護師として埼玉県の総合病院で働きながら投稿していたため、顔バレを防ぐためゴリラのマスクを被っていた。
また、youtubeを始めたきっかけは看護師時代に上司からこっぴどく怒られその影響でパソコンをかって帰ったらだそうだ。
2016年開催のYouTube NextUpに応募するも落選、それに伴いYouTube投稿から身を引くと宣言するがYouTuberのカズチャンネルに投稿を続けるように説得され、家族とも協議し投稿を継続するようになった（これがきっかけでカズとも交流がある）。
その後、「一度は引退を覚悟した身だから何でも発言してやれ」という精神でHi-STANDARDの難波章浩と横山健のソロ活動の差について解説。この後、難波が自身のブログVOICEでセゴリータ三世の事を批判した。この事件をきっかけに名が知られるようになり、歯に衣着せぬ発言で話題となり、BRAHMANのToshi-Lowや元Doping Pandaのフルカワユタカ、PassCodeもチャンネルに出演するようになった。
2018年、勤めていた職場の配置換えとともに上司との折り合いが合わなくなり退職、専業YouTuberとなった。
2020年2月20日、登録者100000人達成。
2021年2月21日、林先生の初耳学の「初耳トレンディ」で地上波出演を果たした。
2021年7月10日、前職が看護師であったことを公表。
2021年8月2日、自身が代表取締役を務める株式会社(会社名非公表)を設立したことを発表。
2021年10月17日、日曜日の初耳学の「初耳トレンディ」に二度目の出演。
2023年5月24日、「SGRT3rd」「セゴリータⅢ世」「segorita the 3rd」の３つの単語の商標登録が完了した。またyoutube上で発表したのは2023年6月14日。権利者は早川 裕介氏になっている。なおセゴリータ三世は動画公開時に周りの人が商標問題に巻き込まれたと語っており、今後セゴリータ三世として活動できなくなる危険をさけ、不毛な時間を要さないために登録したと語った。登録番号は第6700788号,第6700787号。

## 署名活動

### Music FMの停止を求める署名活動の開始
セゴリータ三世は、自身の動画やSNSにて「Music FM」を痛烈に批判し、アプリ停止を求める署名運動を開始（Twitterのトレンド1位を獲得）。署名は総務省へ提出するとともに「2020年の目標はMusic FMを停止させること」と語っている。

## 出演

### テレビ番組
- 林先生の初耳学（2021年2月21日、毎日放送）
- 日曜日の初耳学（2021年10月17日、毎日放送）

### ウェブ配信
- セゴリータ三世×渡辺俊幸×エンドウ.×薬師寺卓×石井由紀子「JASRACの都市伝説を検証する」（2021年3月13日）